# Točionik (Chorwacja)
Točionik – wieś w Chorwacji, w żupanii dubrownicko-neretwiańskiej, w gminie Dubrovačko primorje. W 2011 roku liczyła 23 mieszkańców.